# Matt Taven
Matthew Marinelli, meglio conosciuto con il ring name Matt Taven (Derry, 20 marzo 1985), è un wrestler statunitense.

## Carriera
Taven lotta vari match per la Ring of Honor fra il 2010 e il 2011, venendo usato prevalentemente come jobber. Dal gennaio 2012, firma un contratto da wrestler regolare con la federazione ed inizia ad apparire più spesso. L'11 agosto 2012, a Boiling Point, fa il suo debutto in PPV, non riuscendo a vincere un Fatal 4-Way per garantire un contratto stabile ad un wrestler. Nel 2013, vince il Top Prospects Tournament, sconfiggendo Tadarius Thomas nella finale, guadagnandosi un match per il titolo Televisivo detenuto da Adam Cole. Allo show per l'undicesimo anniversario della promotion, Taven sconfigge Cole grazie all'aiuto di Truth Martini, conquistando il ROH World Television Championship ed effettuando un Turn Heel.

## Personaggio

### Manager
- Maria Kanellis

### Soprannomi
- "Chaotic Idol"
- "Romantic Touch"

## Titoli e riconoscimenti
- Chaotic Wrestling
  - Chaotic Wrestling New England Championship (2)[1][2]
  - Chaotic Wrestling Tag Team Championship (1)[3] – con Vinny Marseglia
- Consejo Mundial de Lucha Libre
  - World Historic Welterweight Championship (1)[4]
- Impact Championship Wrestling
  - ICW Tag Team Championship (1)[5] – con Rhett Titus
- Impact Wrestling
  - Impact World Tag Team Championship (1) – con Mike Bennett
- National Wrestling Alliance
  - NWA On Fire Tag Team Championship (1)[6] – con Julian Starr
- New Japan Pro-Wrestling
  - IWGP Tag Team Championship (1)[7] – con Mike Bennett
- Northeast Wrestling
  - NEW Heavyweight Championship (2)[8][9]
- Pro Wrestling Illustrated
  - 37° tra i 500 migliori wrestler singoli nella PWI 500 (2019)[10]
- Ring of Honor
  - ROH World Championship (1)[11]
  - ROH World Television Championship (1)[12]
  - ROH World Tag Team Championship (2)[13][14] – con Mike Bennett
  - ROH World Six-Man Tag Team Championship (3)[15][16] – con T. K. O'Ryan e Vinny Marseglia
- Wrestling Revolver
  - PWR Tag Team Championship (1)[17] – con Mike Bennett
- Top Rope Promotions
  - TRP Heavyweight Championship (2)[18]